# Vojvoda
Vojvoda, též vojevoda (rusky воевода) byl u slovanských národů vojenský náčelník (srov. vojevůdce), později se tento pojem rozšířil i na titul správních úředníků. Vyvinul se z něho šlechtický titul vévoda. Praktický týž význam má maďarský výraz vajda.

## Historie
Na Kyjevské Rusi byli vojvodové zmiňováni od 10. století jako vojenští náčelníci.
V 16. – 18. století existovali jak vojvodové ve vojsku, tak vojvodové jako vojenští i civilní správci (například, Litevské velkoknížectví, Polské království) určitého území vojvodství nebo újezdu.
Vojevodská správa byla od konce 16. století základní formou místní správy v Rusku. Vojevodové byli jmenováni carem, obvykle sloužili 1 až 3 roky. Při vedení administrativy vojevodům pomáhal „pismennyj golova“ (письменный голова), menší města nebo specifické oblasti řídili „prikazčici“ (приказчик) podléhající vojevodovi. Vojevodská správa zanikla během reforem cara Petra I. na počátku 18. století.